# 格恩湖
52°20′37″N 12°38′44″E / 52.34361°N 12.64556°E

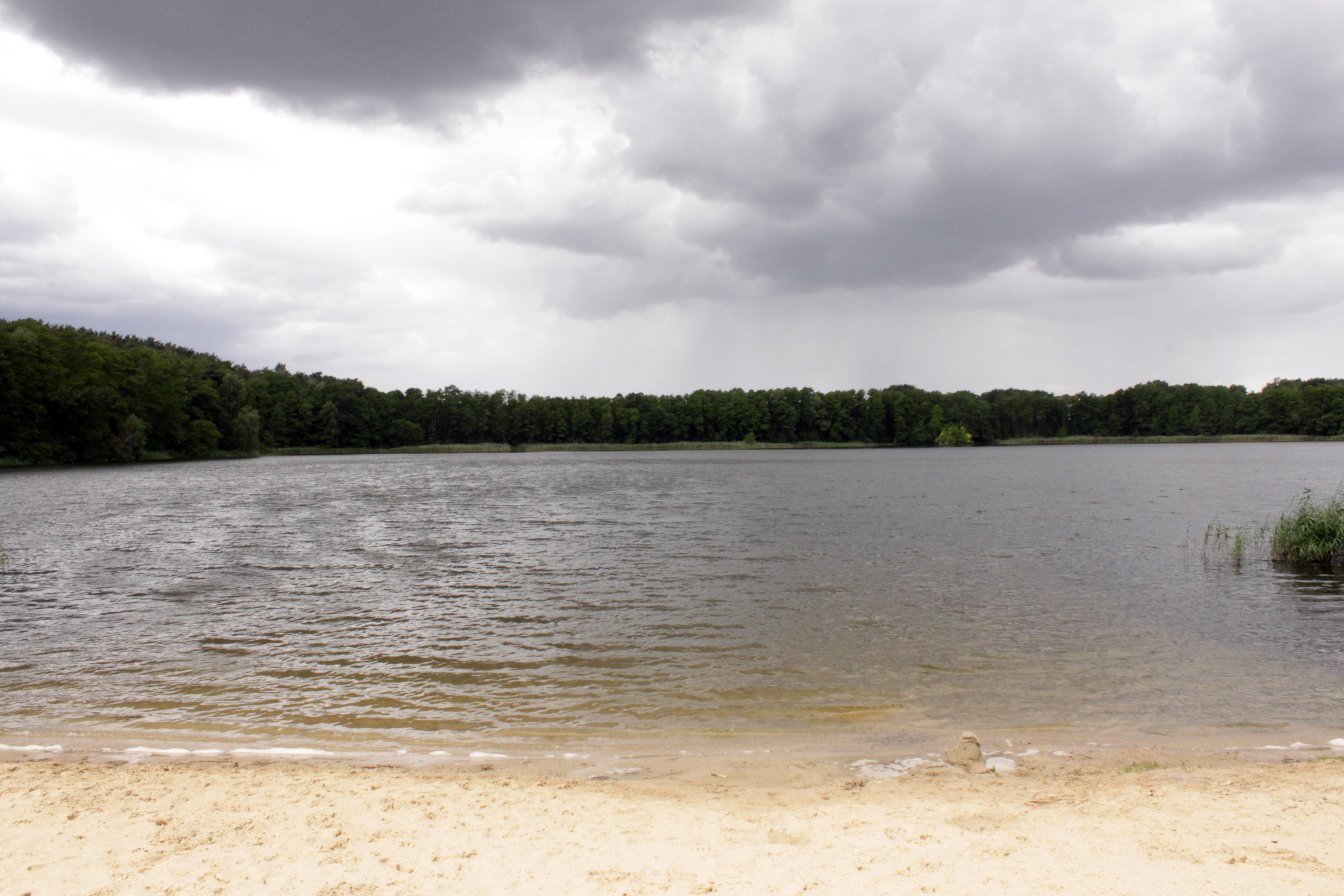

格恩湖（德語：Görnsee），是德國的湖泊，位於該國東北部，由勃蘭登堡州負責管轄，處於波茨坦-米特爾馬克縣，長0.5公里、寬0.4公里，面積0.16平方公里，海拔高度31米，最大水深3.5米。